# Karta (ö)

Karta är en ö i Sorunda socken, Nynäshamns kommun, mellan Grönsö och Äppelgarn någon kilometer nordost om Gålklubbs fyr.
Karta har sedan gammalt lytt under Fållnäs. 1832 startade dåvarande ägaren Carl Henrik Anckarsvärd kalkbrytning på ön och lät året därpå uppföra två kalkugnar på ön. Kalkbruket växte snabbt till ett mindre industrisamhälle med egen skola. Verksamheten fortsatte att utökas fram till slutet av 1800-talet men därefter började alltmer av verksamheten flyttas över till Oaxen. 1917 lades driften här helt ned. Kvar på ön finns ruiner efter bostäder, bodar och kalkugnarna, samt det övergivna kalkbrottet.